# Joy-Con
Joy-Con（ジョイコン）は、Nintendo Switchの主要なゲームコントローラである。それらは2つの独立したユニットで構成されており、それぞれがアナログスティックと複数のボタンを備えている。Joy-Conは、Nintendo Switch本体に取り付けた状態でも使用できるし、取り外してワイヤレスで使用することもできる。取り外した場合、1組のJoy-Conを1人のプレイヤーが使用するか、2つに分けて個別のコントローラとして2人で使用することができる。アップグレード版であるJoy-Con 2は、Nintendo Switch 2の主要コントローラとして使用される。

## デザイン

ネオンブルー（L）とネオンレッド（R）のJoy-Conのイラスト。ボタンなどの説明は、特徴の節を参照。

Joy-Conは左右一対で販売され、それぞれ「Joy-Con（L）」および「Joy-Con（R）」と呼ばれる。それぞれのサイズは35.9 x 102 x 13.9 mmであり、Joy-Con（L）の重量は49 g、Joy-Con（R）の重量は52.1 gである。また、アナログスティックのトップからZL/ZRボタンの端までを測定した場合の最大深さは28.4 mmになる。

Joy-ConはSwitch本体の両側にレールを使って取り付けられるほか、本体から取り外してワイヤレスで使用することもできる。一対のコントローラとして使用することも（Wiiリモコンとヌンチャクと同様）、二人のプレイヤー間で分けて使うことも可能である。1台のSwitchには最大8つのJoy-Conを接続することができる。
本体から取り外した後は、両Joy-Conはそれぞれ独立して動作し、Bluetoothを介してSwitchと通信する。リストストラップアタッチメントが付属し、Joy-Conのレールにスライドして取り付ける仕組みになっている。これらのアタッチメントは、丸みのある形状と高く持ち上がった肩ボタンを備えており、個別に使用する際の操作性を向上させる。
Joy-Conには取り外し不可能な3.7ボルト525 mAh 1.9ワット時のリチウムイオンポリマーバッテリーが内蔵されており、Switch本体が充電される際にJoy-Conも充電される。
さらに、2017年6月16日には、リストストラップと同様にJoy-Conにスライドして装着する単三電池パックアタッチメント｢Joy‐Con 拡張バッテリー（乾電池式）｣が任天堂からリリースされた。  
2025年1月16日のNintendo Switch 2の発表では、新しいJoy-Conのデザインが公開された。この新しいJoy-Con 2は大きく、押しやすいボタンと新しいカラーパレットを採用している。特筆すべき新機能として、Joy-Con 2が磁石を使用して本体に固定される仕組みが導入されており、スライドさせて装着する必要がなくなった。また、Joy-Con 2には側面に光学センサーが搭載されており、マウス機能が追加となった。  

### カラーとバリエーション

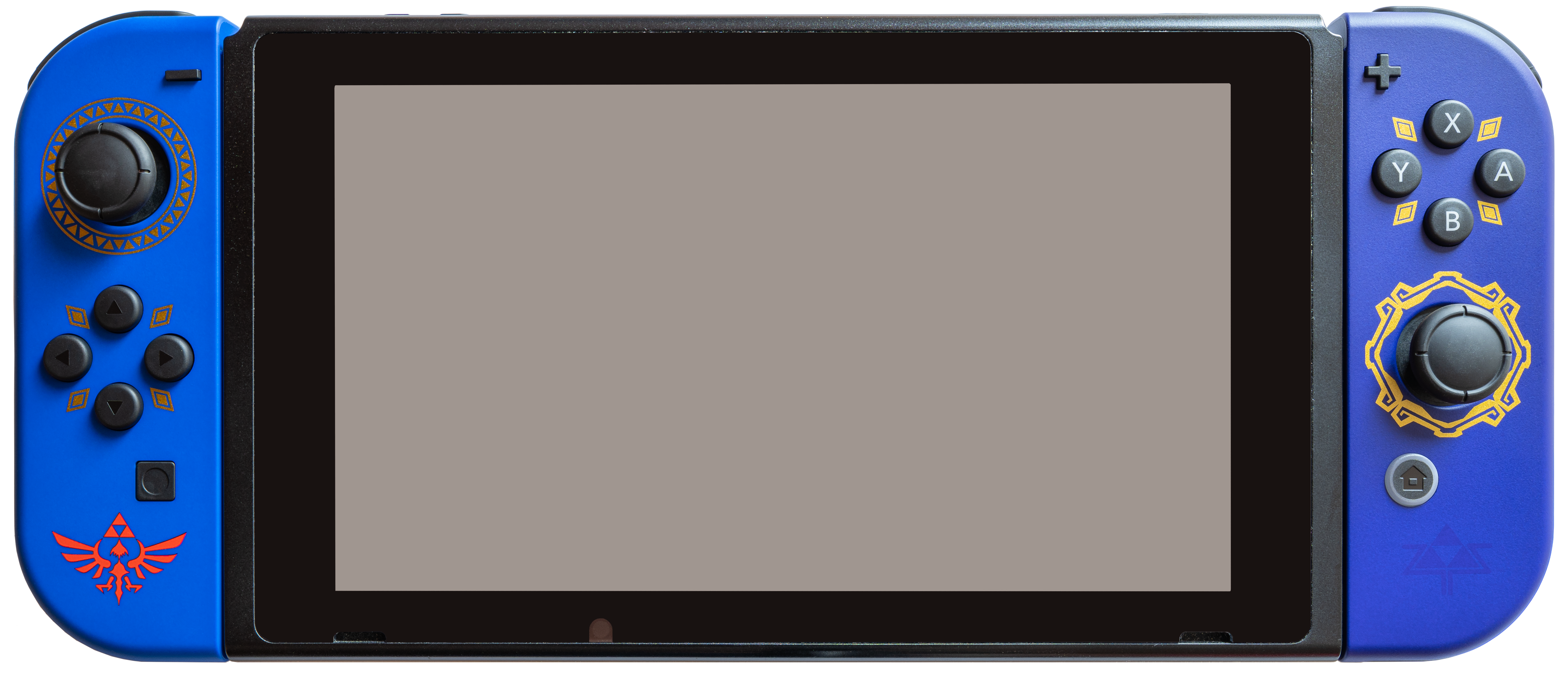
Nintendo Switch本体と青い『ゼルダの伝説』テーマのJoy-Con

Joy-Conは、Switch本体を購入する際に同梱される場合と、単体またはセットで個別に購入できる場合がある。発売当初、Joy-Conはスレートグレー、ネオンレッド（R）、ネオンブルー（L）のカラーが提供されていた。ブラックのJoy-ConはSwitchのゲーム開発キットに付属している。  
2017年中頃、任天堂はネオンイエローのJoy-Conを導入し、『ARMS』と同時に発売した。また、ネオングリーンとネオンピンクのJoy-Conも『スプラトゥーン2』と同時に発売された。  
赤のJoy-Conペアは『スーパーマリオ オデッセイ』バンドル版として発売されたが、日本とヨーロッパでは（My Nintendo Store限定で）単体販売された。この赤のJoy-Conは2017年10月にリリースされている。  
2018年には『Nintendo Labo』のスぺシャルデザインとして、ライトブラウンのJoy-Conがリリースされた。このバリエーションはNintendo Laboクリエイターズコンテストの受賞者限定で提供された。  
2018年7月、ゲーム周辺機器メーカーのHORIは、方向ボタンを十字ボタンに変えたダークブルーの「携帯モード専用 十字コン（L）for Nintendo Switch」を発売した。このコントローラはHD振動やSLおよびSRボタン、加速度センサー、ジャイロセンサー、ワイヤレス接続などはなく、携帯モード専用として使用が制限されていた。これはサードパーティ企業によってリリースされた初の公式ライセンス付きJoy-Con形コントローラであった。同年9月には、HORIが『ゼルダの伝説 ブレス オブ ザ ワイルド』およびスーパーマリオ オデッセイをテーマにした「携帯モード専用 十字コン（L）for Nintendo Switch」をさらに2種類リリースした。  
イーブイとピカチュウのカラースキームを基にしたJoy-Conは、『ポケットモンスター Let's Go! ピカチュウ・Let's Go! イーブイ』専用のSwitchバンドルとして2018年11月16日に発売された。同日に、HoriはピカチュウテーマのDパッドJoy-Conをリリースした。  
『大乱闘スマッシュブラザーズ SPECIAL』の銀色クロスロゴをあしらったグレーのJoy-Conバリエーションは、2018年11月2日から予約可能となり、12月7日にゲームと同梱されたSwitchバンドルの一部としてリリースされた。
2019年7月、任天堂はネオンパープルとネオンオレンジのJoy-Conを2019年10月4日に発売すると発表した。同日にブルーとネオンイエローのJoy-Conも発売された。  
ウルトラマリンブルーのJoy-Conは、『ドラゴンクエストXI S』とともに2019年9月27日に日本で『ドラゴンクエストXI S ロトエディション』Switchバンドルの一部として発売された。  
ピンクとマルベリー色の『ディズニー ツムツム』Joy-Conは、『ディズニー ツムツム フェスティバル』の一部として2019年10月10日に日本で発売された。  
左側には稲妻のシンボル、右側にはピカチュウのシルエットが描かれたグレーのJoy-Conバリエーションは、2019年11月29日に日本で『Thunderbolt Project』Switchバンドルの一部として発売された。  
2020年3月13日には『あつまれ どうぶつの森』とともに中間アクアマリンとスカイブルーのJoy-Conが予約可能となり、その後3月20日に『あつまれ どうぶつの森』Switchバンドルの一部として発売された。  
サングロウイエローとフレンチブルーのJoy-Conは、2種類の『フォートナイト』バンドルの一部として発売された。サングロウイエローJoy-Con（L）とフレンチブルーJoy-Con（R）は、2020年10月6日にヨーロッパで、2020年11月6日にオーストラリアとニュージーランドで『Fortnite』スペシャルエディションSwitchバンドルの一部として販売された。また、フレンチブルーJoy-Con（L）とサングロウイエローJoy-Con（R）は、2021年6月4日に『Fortnite - Fleet Force Bundle』の一部として販売された。
赤い『マリオ』Joy-Conは、2021年1月12日に「マリオレッド＆ブルーエディション」テーマのSwitchバンドルとして発売された。  
銀色と金色の『モンスターハンターライズ』のアートワークを特徴とするグレーのJoy-Conバリエーションは、2021年3月26日にモンスターハンターライズSwitchバンドルの一部として発売された。  
『ゼルダの伝説 スカイウォードソード HD』のマスターソードとハイリアの盾をテーマにした青いJoy-Conペアは、2021年7月16日にゲームと同時に発売された。  
白のJoy-Conは、2021年10月8日に「白のNintendo Switch – 有機ELモデル」バンドルの一部として発売された。  
『スプラトゥーン3』をテーマにしたアートワークを備えたブルーとネオンイエローのJoy-Conバリエーションは、2022年8月26日にスプラトゥーン3とともに予約可能となり、その後2022年9月9日に「スプラトゥーン3 Switch – OLEDモデル」バンドルの一部として発売された。  
『ポケットモンスター スカーレット・バイオレット』をテーマにしたアートワークを持つダークレッドとパープルのJoy-Conバリエーションは、2022年11月4日にポケットモンスター スカーレット・バイオレットとともに予約可能となり、2022年11月18日に「ポケットモンスター スカーレット・バイオレット Switch – 有機ELモデル」バンドルの一部として発売された。

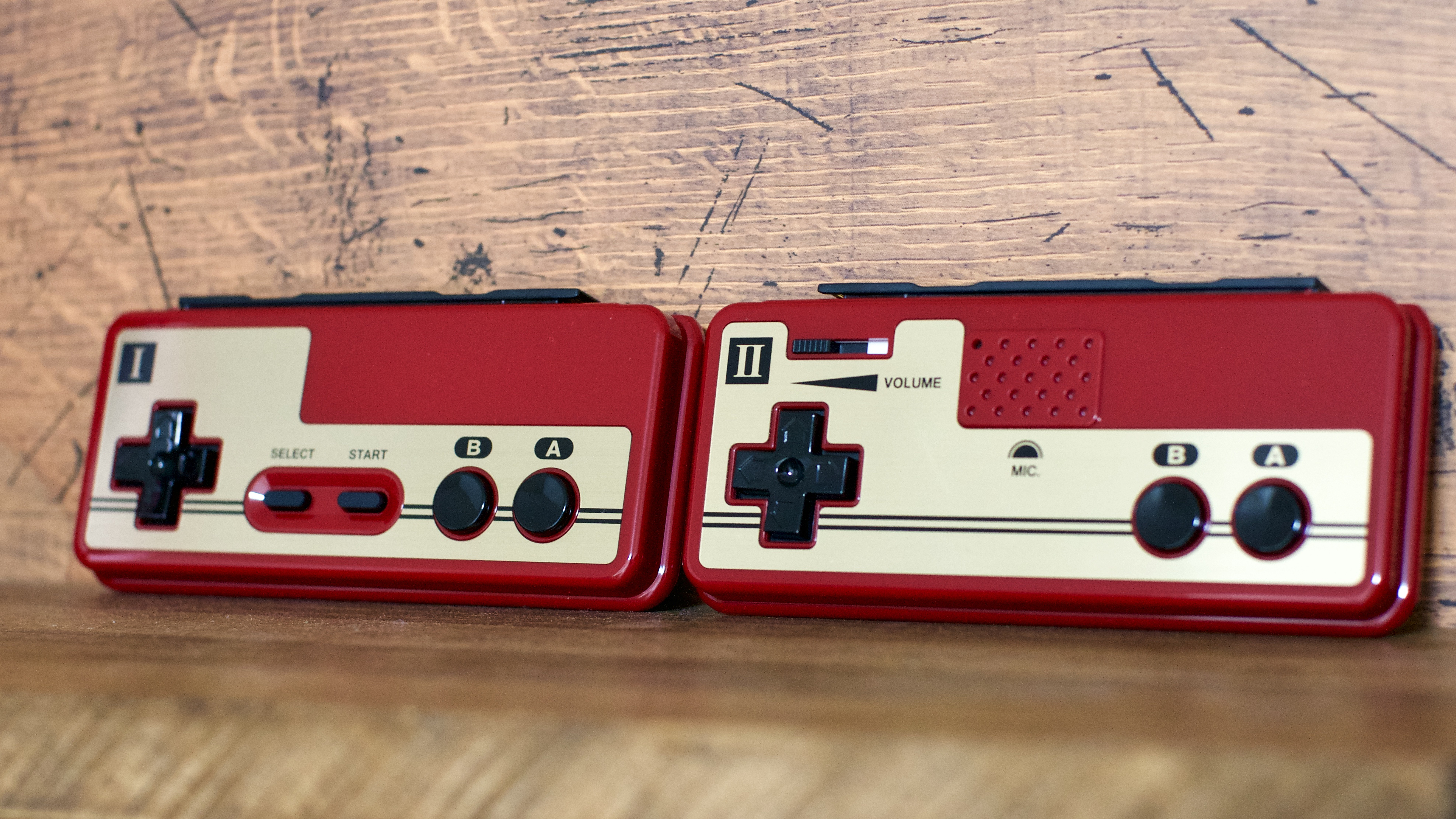
日本国内のNintendo Switch Online加入者向けに発売されたファミコンを基にしたJoy-Con

2018年12月、任天堂はクラシックなNintendo Entertainment Systemおよびファミリーコンピュータのコントローラを模したデザインのJoy-Conバリエーションを発売した。このJoy-Conは、Nintendo Switch Online加入者限定で提供され、ファミコンバリエーションは日本のNintendo Switch Online会員のみが購入可能であった。このバリエーションは、Nintendo Switch Onlineサービスを通じて提供されるクラシックな任天堂タイトルのライブラリや、一部の近代的なSwitchタイトルで特に使用するために設計されている。  
これらのJoy-Conは標準的なデザインとは大きく異なる点で注目される。形状は高さがあり、より長方形に近いデザインで、標準的なJoy-Conよりもボタンの数が少ない。また、ファミコンバリエーションの場合、右側のコントローラに動作するマイクが搭載されている。  
2025年1月16日、Nintendo Switch 2が任天堂によって正式に発表された際、新しいJoy-Conのカラーパレットも公開された。この新しいJoy-Conは黒を基調としており、ジョイスティックの周囲に内側のリングがあり、側面には右側が赤、左側が青というオリジナルカラーが施されている。
| 名称             | 色 | L        | R        |
| ---------------- | -- | -------- | -------- |
| グレー           |    | Yes      | Yes      |
| ネオンブルー     |    | Yes      | Yes      |
| ネオンレッド     |    | Yes      | Yes      |
| ネオンイエロー   |    | Yes      | Yes      |
| ネオングリーン   |    | Yes      | Yes      |
| ネオンピンク     |    | Yes      | Yes      |
| レッド           |    | Yes      | Yes      |
| ブルー           |    | Yes      | [ 注 4 ] |
| ネオンパープル   |    | Yes      | [ 注 4 ] |
| ネオンオレンジ   |    | [ 注 4 ] | Yes      |
| ホワイト         |    | Yes      | Yes      |
| パステルピンク   |    | Yes      | Yes      |
| パステルイエロー |    | [ 注 4 ] | Yes      |
| パステルパープル |    | Yes      | [ 注 4 ] |
| パステルグリーン |    | [ 注 4 ] | Yes      |

| 名称                                                            | 色  | 色                   | L        | R        |
| --------------------------------------------------------------- | --- | -------------------- | -------- | -------- |
| Laboクリエイターズコンテスト                                    |     | ファウン             | Yes      | Yes      |
| ポケットモンスター Let's Go! ピカチュウ Let's Go! イーブイ      |     | イエロー             | No       | Yes      |
| ポケットモンスター Let's Go! ピカチュウ Let's Go! イーブイ      |     | ブロンズ             | Yes      | No       |
| 大乱闘スマッシュブラザーズ SPECIAL                              |     | シルバー             | Yes      | Yes      |
| モンスターハンターライズ                                        | Yes | シルバー             | Yes      |          |
| Thunderbolt Project                                             | Yes | シルバー             | Yes      |          |
| ドラゴンクエストXI S                                            |     | ウルトラマリンブルー | Yes      | Yes      |
| ディズニーツムツム                                              |     | マルベリー           | Yes      | No       |
| ディズニーツムツム                                              |     | ピンク               | No       | Yes      |
| あつまれ どうぶつの森                                           |     | 中間アクアマリン     | Yes      | No       |
| あつまれ どうぶつの森                                           |     | スカイブルー         | No       | Yes      |
| スーパーマリオ                                                  |     | レッド               | Yes      | Yes      |
| フォートナイト                                                  |     | サングロー           | Yes      | No       |
| フォートナイト                                                  |     | フレンチブルー       | No       | Yes      |
| フォートナイト - Fleet Forceバンドル                            |     | サングロー           | No       | Yes      |
| フォートナイト - Fleet Forceバンドル                            |     | フレンチブルー       | Yes      | No       |
| ゼルダの伝説 スカイウォードソード HD                            |     | 明るいネイビーブルー | Yes      | No       |
| ゼルダの伝説 スカイウォードソード HD                            |     | バイオレットブルー   | No       | Yes      |
| スプラトゥーン3                                                 |     | ブルー               | [ 注 6 ] | No       |
| スプラトゥーン3                                                 |     | イエロー             | No       | [ 注 6 ] |
| ポケットモンスター スカーレット ポケットモンスター バイオレット |     | スカーレット         | [ 注 7 ] | No       |
| ポケットモンスター スカーレット ポケットモンスター バイオレット |     | バイオレット         | No       | [ 注 7 ] |
| ゼルダの伝説 ティアーズ オブ ザ キングダム                      |     | ゴールド             | [ 注 8 ] | [ 注 8 ] |

### 特徴

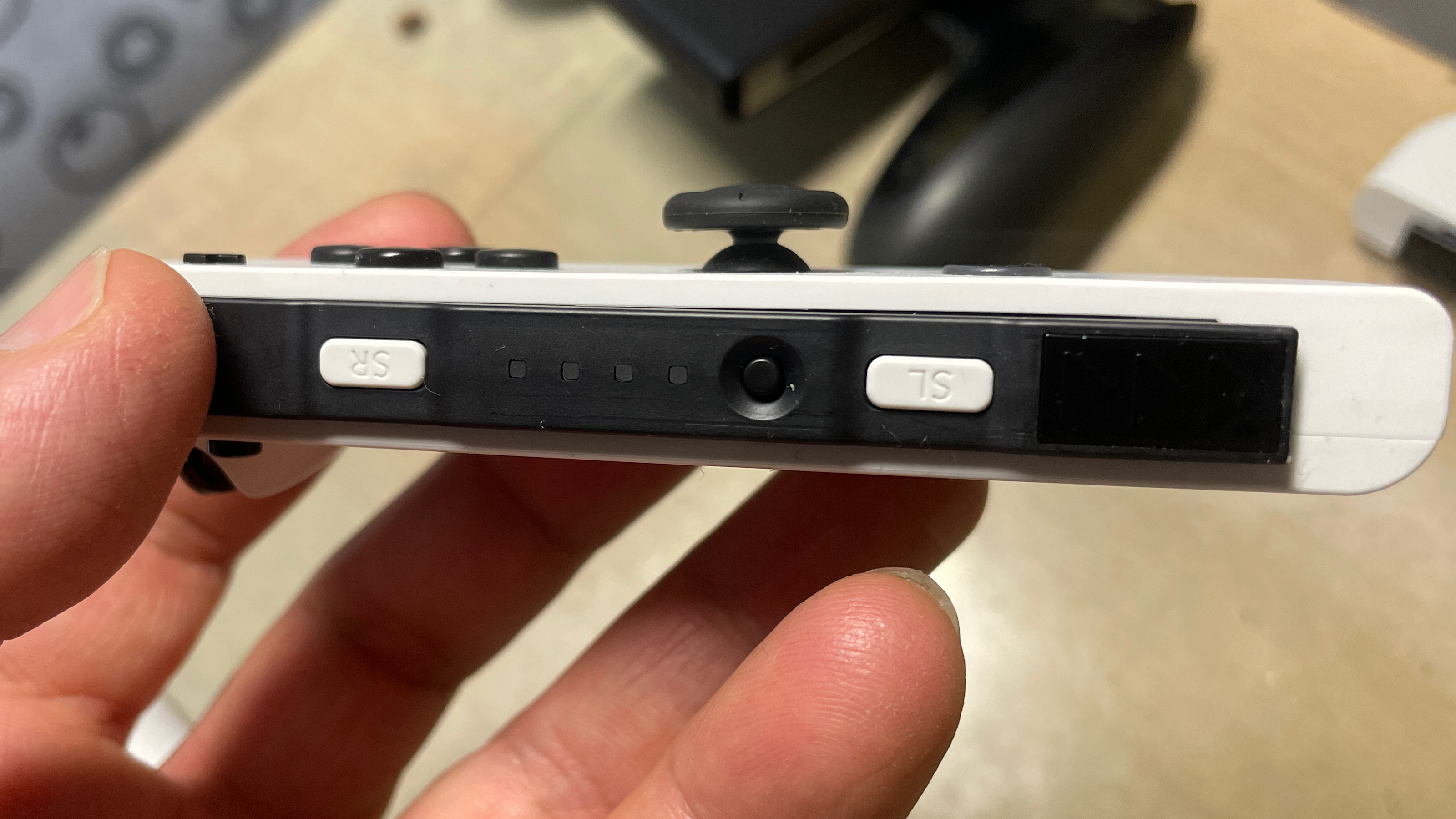
取り外したJoy-Conの側面部に配置されているサイドボタン。

Joy-Conの機能セットは、高橋伸也によると、Wiiリモコンを使用するプレイヤーからのフィードバックを元に部分的に設計された。任天堂が『Wii Sports』や『Wii Fit』などWiiリモコンを活用したゲームをリリースした後、プレイヤーからは、より小型化したデザインや体の一部に装着できる機能など、異なるデザインの要望が寄せられた。任天堂は小型化によるデザインやゲームプレイへの革新性の利点を模索し、この考えが携帯型コンソールと小型コントローラによる操作という発想につながった。これがSwitchの基本的な設計思想となり、Joy-Conデザインに直接反映された。  
両方のコントローラにはクリック可能なアナログスティック、4つのフェイスボタン、2つのトップボタン、取り外した際にアクセス可能な2つのサイドボタン（水平に持つと肩ボタンとして機能し、SLおよびSRとして指定）、+または-ボタン、SYNCボタン、プレイヤーインジケーターLEDが搭載されている。Joy-Con（L）は方向ボタン、-ボタン、LおよびZLに指定されたトップボタン、そしてスクリーンショットをSNSにアップロードできるキャプチャーボタンを備えている。2017年10月18日のアップデートでは、キャプチャーボタンを1秒間押し続けることで、最大30秒間のゲームプレイを録画できる機能が追加された。Joy-Con（R）には、A、B、X、Yボタン、+ボタン、RおよびZRに指定されたトップボタン、そしてHOMEボタンが搭載されている。  
各Joy-Conには加速度センサーとジャイロスコープが内蔵されており、これを使ってモーション追跡が可能である。ゲームによっては、センサーバーを必要とせずにJoy-ConをWiiリモコンのようにポインティング操作に使用することができる。Joy-Con（R）の底部には、赤外線照射機と物体や動きを検出できる赤外線深度追跡センサーが並列配置されている「モーションIRカメラ」が搭載されており、この2つを併用しカメラにとらえた物の動きを感知することができる。例として、じゃんけんの手形を識別できると任天堂は述べている。Joy-Con（R）はまた、Amiiboに対応する近距離無線通信（NFC）リーダーが内蔵されている。  
Joy-Conには「HD振動」と呼ばれる触覚フィードバックエンジンが搭載されており、これはImmersionとの提携で開発されたものである。任天堂によれば、このシステムは、氷が1つずつコップに入れられる感覚や水が流れる感触など、極めて微細な触覚フィードバックを生成することができる。

### 周辺機器

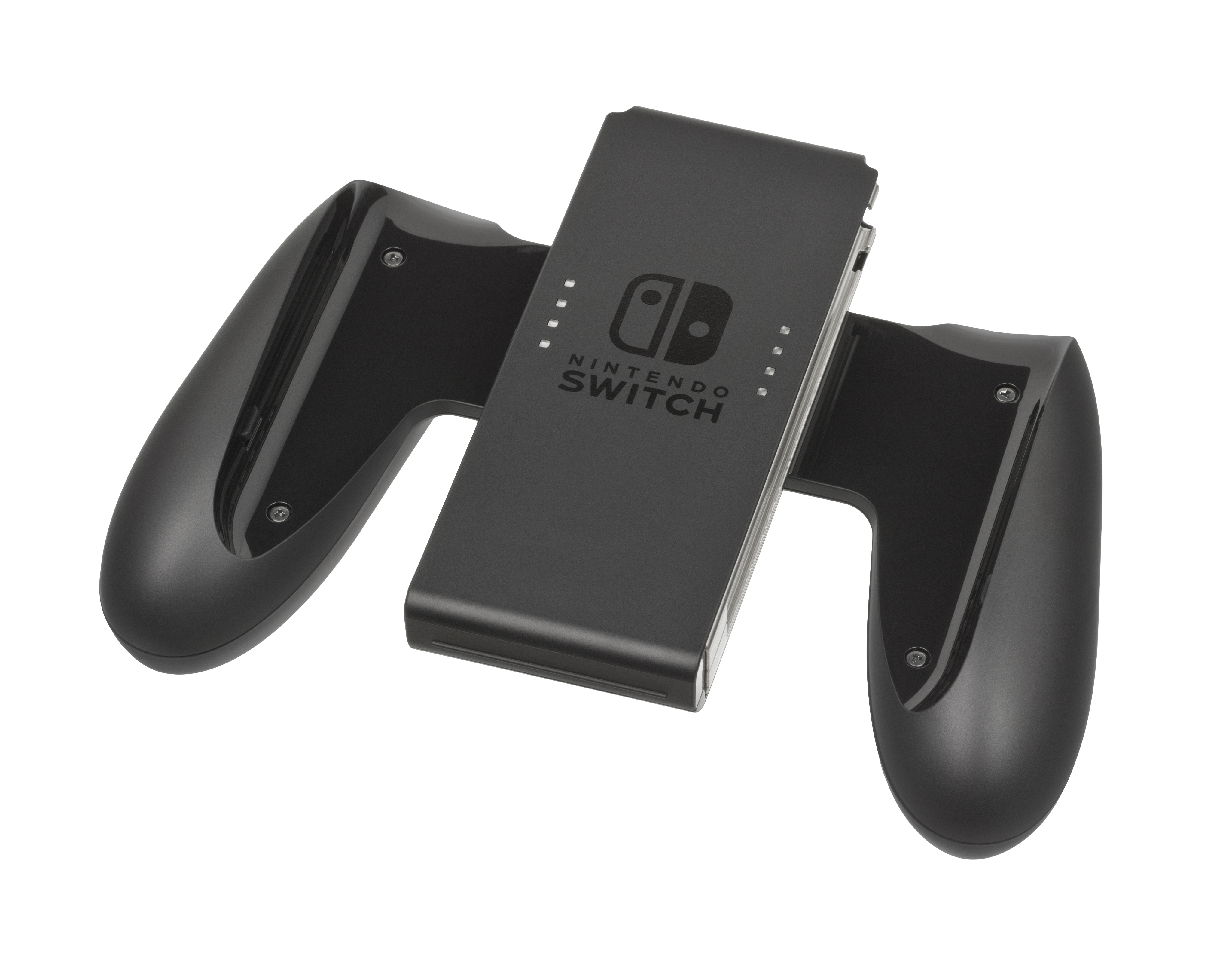
Joy-Conグリップ
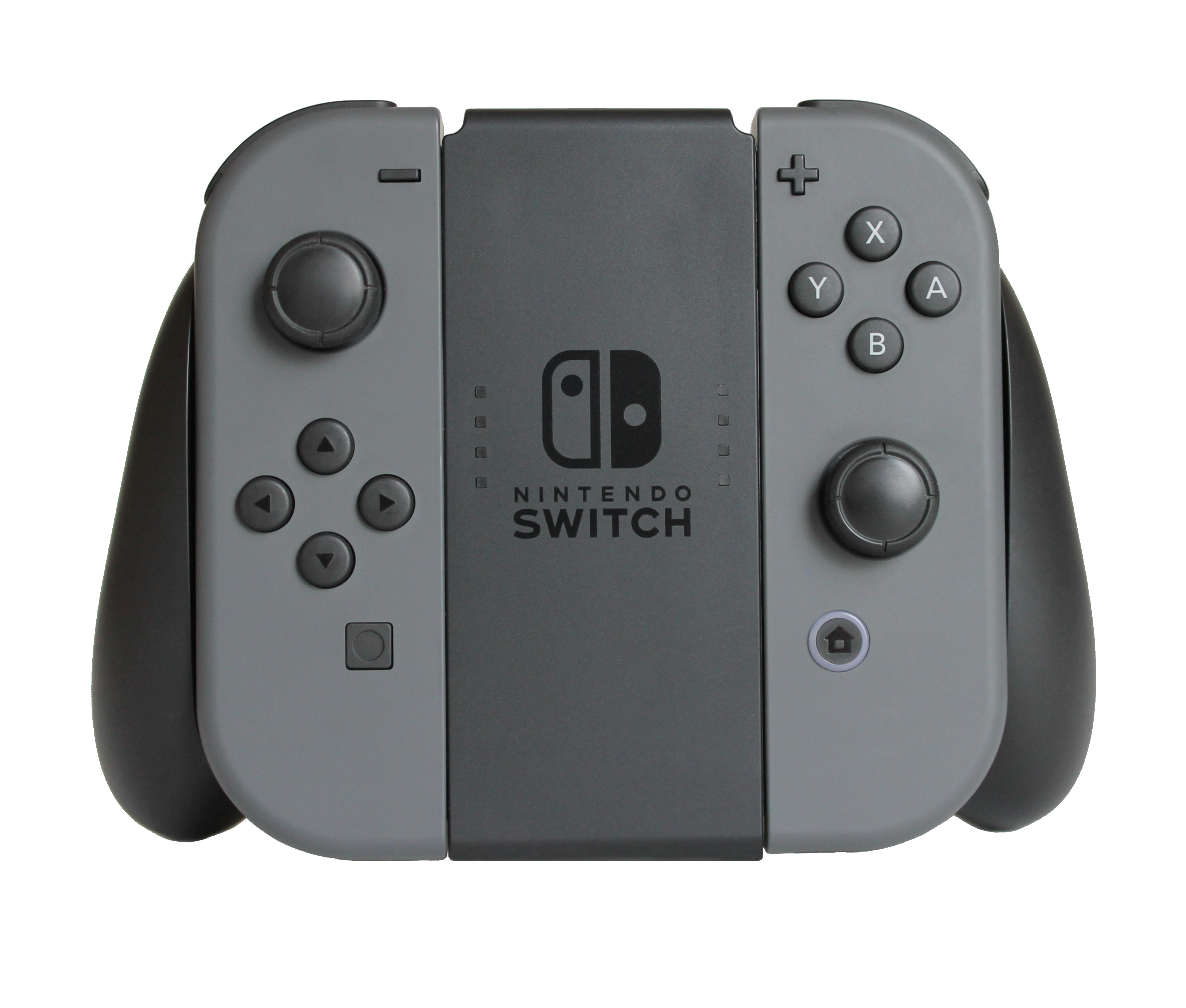
Joy-ConグリップにグレーのJoy-Conを装着した状態。
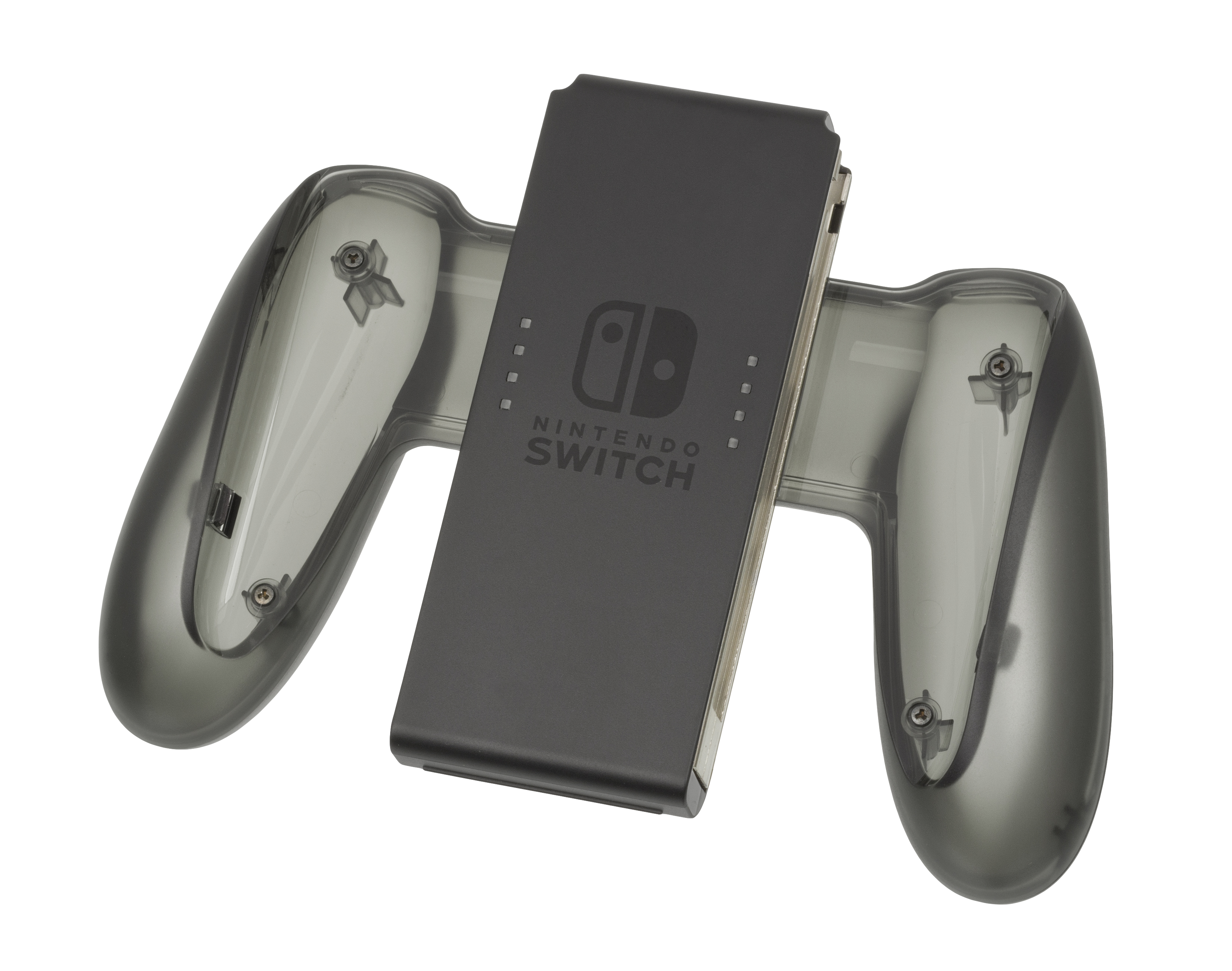
Joy-Con充電グリップ
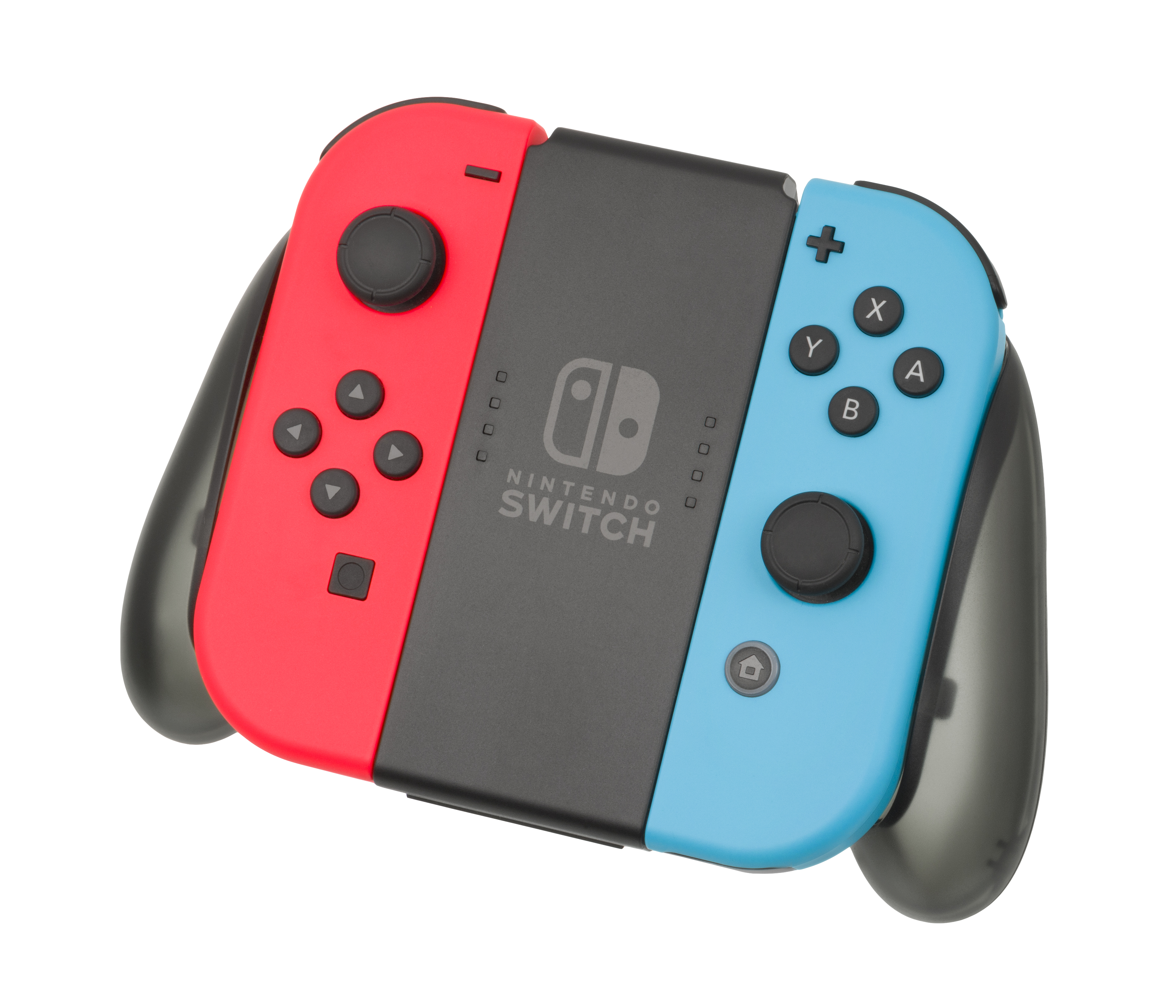
Joy-Con充電グリップにネオンレッド（L）とネオンブルー（R）を装着した状態。

Joy-Con グリップ
Joy-Conは必要に応じて「Joy-Conグリップ」アクセサリーに取り付けることができ、これにより充電機能の有無に関わらず、Joy-Conをより従来のゲームパッドのような形状に変換する。
Joy-Con 充電グリップ
別売の「充電グリップ」アクセサリーを用いると、USB-C経由でゲームパッドの状態のまま充電できる。
Joy-Con ハンドル
自動車のハンドルを模したアタッチメント。Joy-Conを取り付けて使用する。
リングコン
『リングフィット アドベンチャー』で使用する。Joy-Con(R)を取り付けて使用する。
レッグバンド
Joy-Conを左足ふとももに取り付けるためのバンド。Joy-Con(L)を挿し込んで使用する。

### 他のプラットフォーム
Joy-Conは、一般公開直後に他のBluetooth対応のパーソナルコンピュータやモバイルデバイスに接続して使用できることが判明した。また、公式にJoy-Con対応がiOS 16およびiPadOS 16のアップデートの一環として、それぞれiPhoneおよびiPadに追加された。

## Joy-Con 2
Joy-Con 2は2025年1月16日にNintendo Switch 2の発表と共に、Joy-Con 2のデザインが公開された。Joy-Con 2はサイズが大きくなり、ボタンが押しやすくなり、新しいカラーパレットを採用している。特筆すべき新機能としては、磁石を使用してJoy-Con 2をスナップ装着する機能があり、従来のスライド方式を廃止している。
Joy-Con 2は本体サイズに合わせて大きくなり、レールシステムではなく磁石で側面に装着する。取り外す際にはJoy-Con 2の小さなボタンを押すことでシリンダーが伸び、本体から外れる仕組みである。
アナログスティックはサイズが大きくなり滑らかで耐久性が向上すると任天堂は述べた。一部報道ではホール効果センサーを採用し、従来モデルで問題となったドリフト現象を防ぐとされていたが、2025年4月にはホール効果センサーが採用されていないことが確認された。
側面部サイドボタンのSLとSRボタンは拡大され、新たにJoy-Con 2（R）のフェイスボタンにゲームチャット機能を起動する「Cボタン」が追加された。

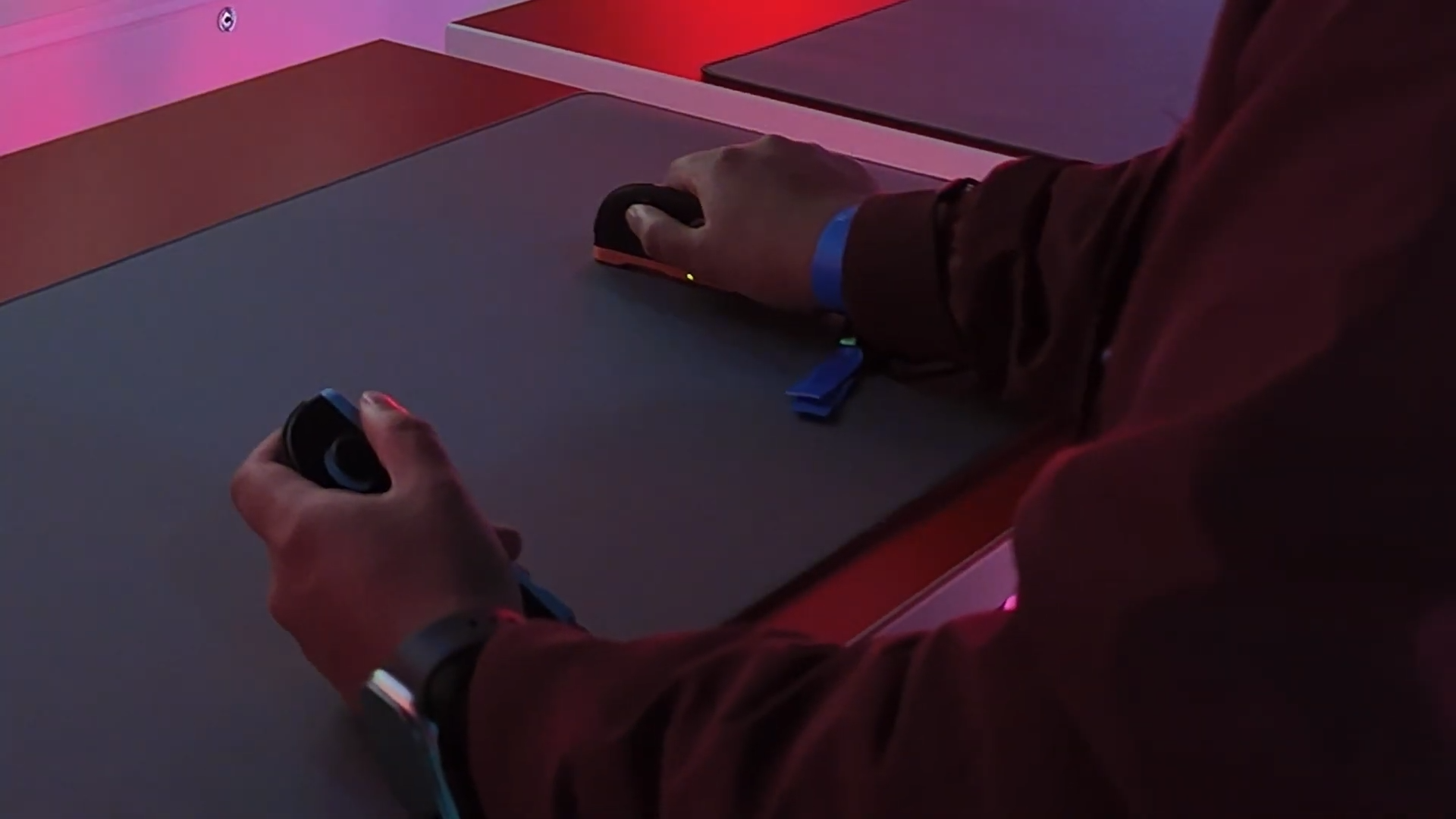
Joy-Con 2のマウスモード（画像の右手側）

側面部の中間にマウスセンサーを備えており、対応ゲームでは本体を横向きにして操作できるマウスとして使用可能であり、ジャイロセンサーによる傾き検知を複合した操作や、Joy-Con2を逆さに持って手裏剣のような手の動きの操作といったダイレクトな体感動作が行える。マウスセンサーは低画素のモノクロカメラとなっており、読み込まれたピクセルの動きを感知して操作に反映されるため、一般的な光学マウスに比べ接地する場所の制約を受けにくい仕様。ただし、Joy-con2側面部の表面積は広くないため、安定性と滑りを良くするソールのついたカバーの装着が推奨される。初代モデルに搭載されていたモーションIRカメラは廃止されている（代わりにSwitch2本体に接続する形で周辺機器のUSBカメラに外部対応した）。
両方のJoy-Con 2には500mAhのバッテリーが搭載されており、約20時間持続する。充電は本体接続時またはサードパーティ製の充電ドックやグリップを使用して行う。

### 周辺機器

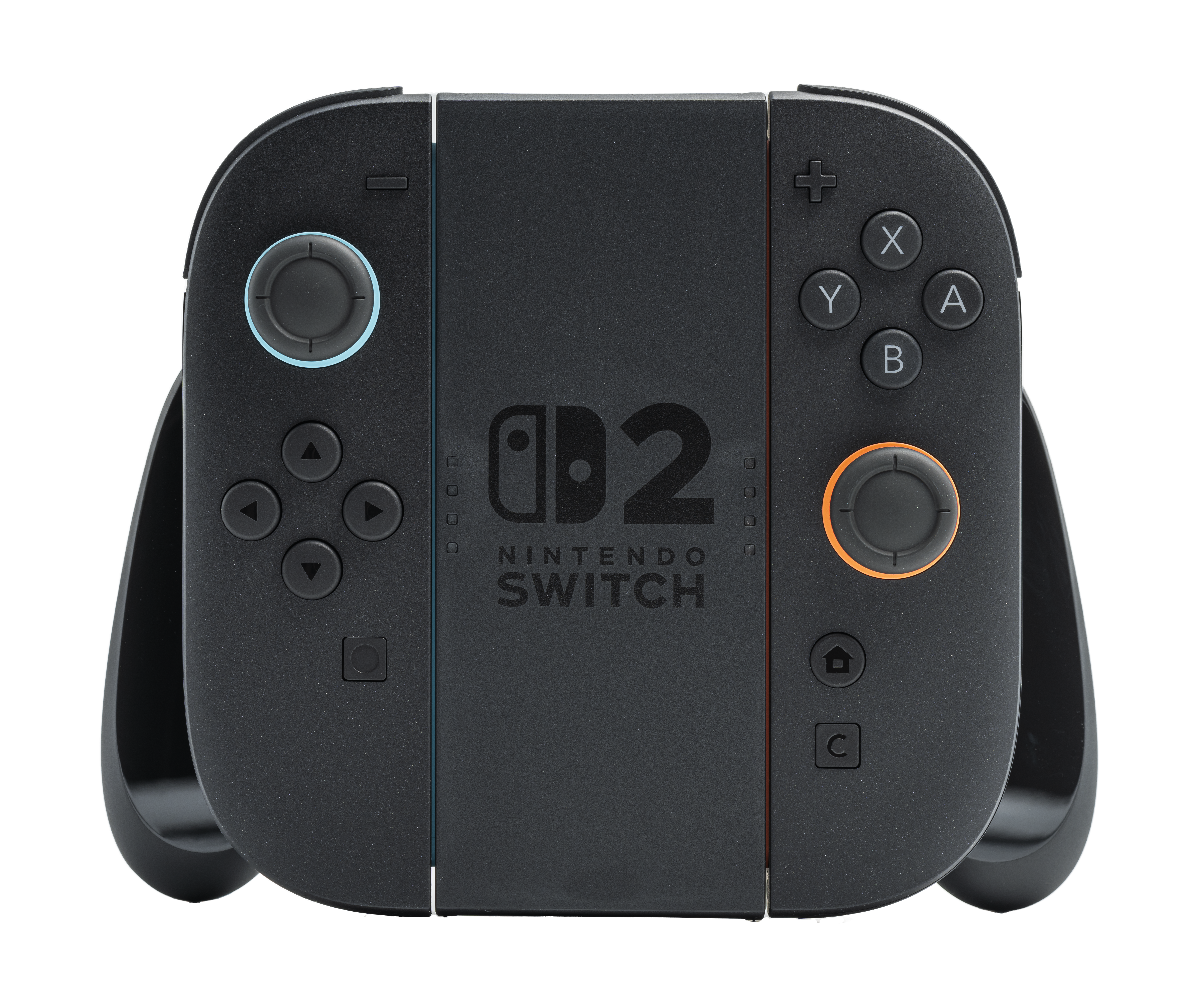
Joy-Con 2 グリップにライトブルー/ライトレッドのJoy-Con 2を装着した状態。

Joy-Con 2 ストラップ
手に持って遊ぶ際に手が滑ってJoy-Con2を投げたり落としてしまうことを防ぐためのストラップ穴がついた側面部カバー。
両端にマウス用ソールがついており、マウス操作の際に安定性と操作性も向上させる。
Joy-Con 2 グリップ
Joy-Con 2は必要に応じて「Joy-Con 2 グリップ」に取り付けることができ、これによりJoy-Con 2をより従来のゲームパッドのような形状に変換する。
Joy-Con 2 充電グリップ
別売の「充電グリップ」を用いると、USB-C経由でゲームパッドの状態のまま充電できる。
Joy-Con 2 ハンドル
自動車のハンドルを模したアタッチメント。Joy-Con 2を取り付けて使用する。

## 評価

### 技術的な問題
Nintendo Switchの一般発売前、多くのゲーム系ウェブサイトが、特にJoy-Con（L）がワイヤレス使用時に接続不良を起こしやすいと報告した。この問題が干渉によるものなのか、レビュー用ユニットに搭載された発売前ソフトウェアによるものなのかは当初不明であった。任天堂の広報担当者は『Polygon』に対し、「Nintendo Switchのハードウェアおよびソフトウェアのパフォーマンスを引き続き監視し、必要に応じて改良を行っていく」と述べた。同社は、Bluetooth信号干渉を最小限に抑えるためのガイドラインをサポートウェブサイトに掲載しており、Switch本体を他の無線対応デバイスから離れた場所に設置することを推奨している。2017年3月22日、任天堂は、干渉問題は初期生産分の一部における「製造上の差異」に起因することを確認し、影響を受けたJoy-Conを無償で修理できるようにすると発表した。  
発売当初、Joy-Con用のリストストラップの取り外しが難しいと報告された。また、リストストラップをJoy-Conに誤って取り付けると、取り外しがさらに困難になるケースも報告された、さらに、Joy-Conの強力な磁石により本体とJoy-Conとの間に指の皮を挟むこともあるとされている。  
Joy-Conに関する最も一般的な問題の1つがスティックのドリフトである。この問題は、アナログスティックの内部センサーにホコリや微粒子が付着することで発生する。一般的な解決策として、スティックのゴム製スカートの下に圧縮空気や接点クリーナーを使用する方法がある。任天堂は保証期間内であれば無償修理を行うが、保証外の場合の修理費用は40米ドルを超えることが多いと報告されている。この高額な修理費用のため、多くのユーザーがJoy-Conを新たに購入することを選び、単体で49.99ドル、ペアで79.99ドルで販売されている。ドリフト問題の苦情増加や法的措置の可能性に対処するために、任天堂は問題を認識していると述べたが、技術サポートへの連絡以外の具体的な指示はしなかった。  
2019年7月23日、集団訴訟の提起から3日後に、任天堂の内部メモが流出した。このメモでは、北米のカスタマーサービス担当者に対し、保証に関係なくドリフト問題の修理を無償で提供するよう指示していた。  
2020年6月、任天堂の社長である古川俊太郎は、投資家との会議でドリフト問題について謝罪を行い、「Joy-Conコントローラに関するお客様へのご不便をおかけしたことをお詫びします。現在も製品の改良に努めています」と述べた。ただし、コントローラに関連する法的問題が進行中であるため、それ以上のコメントは控えた。
2021年10月にNintendo Switchの有機ELモデルが発売された際、任天堂は新しいJoy-Conデザインがドリフト問題を軽減することを目指していると述べた。ただし、長期使用による摩耗に起因する問題であるため、完全にドリフトを排除することはできないと認識していた。有機ELモデルのJoy-Conにおけるジョイスティックの新設計では、摩耗を減らし耐久性を向上させるように工夫が施されたが、それでもドリフトが発生する可能性があると同社は予想している。

## 法的問題

### 特許問題
2017年8月、ロサンゼルスを拠点とするタブレット周辺機器メーカーGameviceは、カリフォルニア州中央地区連邦地方裁判所において、Joy-Conのデザインが同社のWikipadのデザイン特許と衝突していると主張する訴訟を任天堂に対して提起した。WikipadはAndroidベースのゲームデバイスで、タブレットと分離可能なコントローラを備えている。この訴訟では、既存のSwitchの販売に対する損害賠償と、さらなるコンソール販売の禁止を求めていた。この訴訟は、2017年10月23日にGameviceの自主的な取り下げにより終了した。  
しかし、2018年3月、Gameviceは異なる特許群に関連する新たな特許侵害訴訟を任天堂に対して提起した。さらに、Gameviceは1930年関税法第337条に基づく特許侵害に関する申し立てをアメリカ国際貿易委員会（USITC）に対して行い、Switch本体のアメリカへの輸入禁止を求めた。

### Joy-Conドリフト訴訟
2019年7月と9月、ワシントン州西部地区連邦地方裁判所において、Joy-Conのドリフト問題に関する2件の集団訴訟が提起された。最初の訴訟では、任天堂が問題を十分認識しているにもかかわらず、「欠陥を公開せず、通常は無償でジョイスティックを修理することを拒否している」と主張された。2件目の訴訟では、Joy-Conが欠陥品であると主張し、保証違反、詐欺、そして複数の州消費者保護法に違反しているとされた。裁判所は訴訟の棄却を拒否し、2020年10月時点で、仲裁手続きが進行中である。  
さらに、2020年10月と11月に、米国で2件の追加の集団訴訟が、それぞれカリフォルニア州北部地区連邦地方裁判所およびワシントン州西部地区裁判所に提起された。これらの訴訟では、任天堂がJoy-Conの製造プロセスにおいて欠陥を抱えていると主張された。訴訟の原告は、複数のJoy-Conを購入したが、それぞれのセットで使用中にドリフトが発生したと述べている。2023年2月、少なくとも1件の訴訟が棄却された。これは、Nintendo Switchの使用許諾契約（EULA）が、問題を解決するために仲裁を求めることを義務付けているためであると裁判官が判断したためである。  
2020年9月、フランスの消費者団体UFC-Que Choisirは、Joy-Conが計画的陳腐化によって設計されており、ドリフト問題やその他の要因で故障することを意図していると主張し、任天堂を相手取った訴訟を提起した。この訴訟では、Joy-Conの耐久性を向上させるための製造プロセスの変更を任天堂に求めている。  
2020年12月、9つのヨーロッパ消費者団体の連合は、Joy-Conのドリフト問題に関する情報提供を消費者に求め、任天堂との問題解決交渉を進めた。これらの団体は、合意に至らない場合は法的措置を取る計画があると述べた。また、欧州消費者機構（BEUC）は、ヨーロッパ地域の40以上の消費者団体を代表し、2021年1月にJoy-Conドリフト問題の調査を欧州委員会に求めた。この要請は、25,000件の苦情を受けた結果である。